# Secret Garden
Secret Garden je irsko-norská hudební skupina, kterou vede dvojice složená z irské houslistky a zpěvačky Fionnuale Sherryové a norského skladatele, aranžéra a klavíristy Rolfa Løvlanda. Je řazena ke keltské hudbě, folku či new age.
Skupina se stala známou v roce 1995, kdy vyhrála Eurovision Song Contest. Reprezentovala tehdy Norsko se skladbou „Nocturne“. Jako většina jiných skladeb skupiny byla i „Nocturne“ instrumentální (bez zpěvu). Je to jediný případ v historii Eurovision Song Contest, kdy zvítězila instrumentální skladba. Rolf Løvland přitom na soutěži uspěl již v roce 1985, když napsal píseň „La det swinge“ pro nakonec vítězné norské duo Bobbysocks!
Skupina Secret Garden se dala dohromady v roce 1995 speciálně pro Eurovizi a poté pokračovala v činnosti a pokračuje dosud. Za tu dobu vydala deset alb, dvě z nich se stala norskou albovou jedničkou. K jejím největším hitům patří píseň „You Raise Me Up“ z roku 2002, ke které vytvořili  coververze Josh Groban a Sissel Kyrkjebø nebo skupiny Westlife, Il Divo a Celtic Woman.

## Diskografie

### Alba
- 1996: Songs from a Secret Garden
- 1997: White Stones
- 1999: Dawn of a New Century
- 2002: Once in a Red Moon
- 2005: Earthsongs
- 2007: Inside I'm Singing
- 2011: Winter Poem
- 2013: Just the Two of Us
- 2019: Storyteller
- 2024: Songs In The Circle Of Time